# Downton Abbey (film)
Downton Abbey – brytyjsko-amerykański film kostiumowy z 2019 roku, wyreżyserowany przez Michaela Englera na podstawie scenariusza Juliana Fellowesa. Stanowi kontynuację brytyjskiego serialu telewizyjnego Downton Abbey (2010–2015) stacji telewizyjnej ITV. Film przedstawia wizytę brytyjskiej rodziny królewskiej w posiadłości Downton Abbey należącej do arystokratycznej rodziny Crawley.
Film jest współprodukcją wytwórni Carnival Films, która produkowała serial, z Focus Features i Perfect World Pictures. Prace nad nim rozpoczęły się w 2016, niedługo po zakończeniu serialu, a w 2018 jego realizacja została ogłoszona. Premiera filmu odbyła się 9 września 2019, zaś na ekrany kin w Polsce trafił on 13 września 2022. Produkcja spotkała się z pozytywnym odbiorem krytyków i przyniosła około 194 miliony dolarów dochodu. W 2022 odbyła się premiera jego kontynuacji, Downton Abbey: Nowa epoka.

## Fabuła
W 1927 Crawleyowie dowiadują się, że król Wielkiej Brytanii Jerzy V wraz z królową Marią Teck zatrzymają się w Downton Abbey podczas swojej trasy po Yorkshire. Mary uznaje, że główny kamerdyner domu, Barrow, nie jest odpowiednią osobą do zarządzania podczas królewskiej wizyty, w związku z czym namawia emerytowanego kamerdynera Carsona do tymczasowego powrotu na stanowisko. Do Downton zaczynają przyjeżdżać członkowie królewskiej służby, którzy oświadczają, że samodzielnie zajmą się obsługą wizyty. Dzień przed przybyciem pary królewskiej do domu rodzinnego powraca Edith z mężem Bertiem, a we wsi trwają przygotowania do parady z udziałem monarchy. Nazajutrz rodzina gromadzi się na powitanie króla i królowej, z którymi do Downton przybywa dama dworu Maud – kuzynka hrabiego Grantham, pozostająca w chłodnych stosunkach z Crawleyami. Violet, hrabina wdowa, ma za złe Maud, że przepisała swój dom w spadku służącej Lucy, a nie rodzinie.
Tom Branson poznaje majora Chetwode, który planuje zamach na króla. Podczas parady udaje mu się go powstrzymać. Po powrocie do Abbey pociesza księżniczkę Mary i przekonuje ją do trwania w małżeństwie, z którego jest niezadowolona. Anna i John Bates organizują intrygę mającą na celu odsunięcie służby monarchy i przeniesienie odpowiedzialności za obsługę królewskiej wizyty na pracowników Abbey. Barrow i pokojowy króla, Richard Ellis, oszukują część służby, że są potrzebni w Londynie. Królewski szef kuchni, Monsieur Courbet, zostaje uśpiony, zaś lokaj Wilson zostaje zamknięty w swojej sypialni. Pomagający jako lokaj Molesley w przypływie stresu mówi Crawleyom i gościom o przeprowadzonej intrydze.
W czasie wizyty króla w Abbey Barrow udaje się do Yorku, gdzie zostaje aresztowany za zabawę w klubie gejowskim. Ellis wykorzystuje swoją pozycję do uwolnienia go. Nazajutrz do Abbey powraca mąż Mary, Henry. Rodzina i goście udają się na bal w Harewood House. Cora i królowa Maria przekonują króla do zwolnienia Bertiego z planowanego udziału w wyprawie do Afryki, by mógł spędzić ten czas z ciężarną Edith. Maud zdradza Violet i Isobel, że Lucy jest jej córką. Tymczasem Tom i Lucy zbliżają się do siebie. Violet wyznaje Mary, że według lekarza zostało jej niewiele życia, jednak jest przekonana, że pozostawia Downton w bezpiecznych rękach.

## Obsada i bohaterowie
- Hugh Bonneville jako Robert Crawley, Hrabia Grantham
- Laura Carmichael jako Edith Pelham, Markiza Hexham
- Jim Carter jako Charles Carson
- Raquel Cassidy jako Phyllis Baxter
- Brendan Coyle jako John Bates
- Michelle Dockery jako Mary Talbot
- Kevin Doyle jako Joseph Molesley
- Michael C. Fox jako Andrew „Andy” Parker
- Joanne Froggatt jako Anna Bates
- Matthew Goode jako Henry Talbot
- Harry Hadden-Paton jako Bertie Pelham, Markiz Hexham
- Robert James-Collier jako Thomas Barrow
- Allen Leech jako Tom Branson
- Phyllis Logan jako Elsie Hughes
- Elizabeth McGovern jako Cora Crawley, Hrabina Grantham
- Sophie McShera jako Daisy Mason
- Lesley Nicol jako Beryl Patmore
- Maggie Smith jako Violet Crawley, Hrabina Wdowa Grantham
- Imelda Staunton jako Maud, Lady Bagshaw
- Penelope Wilton jako Isobel Grey, Lady Merton
- Mark Addy jako pan Bakewell
- Max Brown jako Richard Ellis
- James Cartwright jako Tony Selleck
- Charlie Watson jako Albert
- Stephen Campbell Moore jako major Chetwode
- Richenda Carey jako pani Webb
- David Haig jako pan Wilson
- Andrew Havill jako Henry Lascelles
- Geraldine James jako Maria Teck
- Simon Jones jako Jerzy V
- Susan Lynch jako pani Lawton
- Tuppence Middleton jako Lucy Smith
- Kate Phillips jako Maria Windsor
- Perry Fitzpatrick jako Chris Webster
- Douglas Reith jako Richard Grey, Lord Merton
- Philippe Spall jako Monsieur Courbet
- Oliver i Zac Barker jako George Crawley
- Fifi Hart jako Sybil „Sybbie” Branson
- Eva i Karina Samms jako Marigold

## Produkcja

### Geneza
Ostatni odcinek serialu Downton Abbey został wyemitowany w Boże Narodzenie 2015, a jego akcja działa się w Sylwestra 1925. W kwietniu 2016 jego twórca i scenarzysta Julian Fellowes zdradził, że pracuje nad fabułą adaptacji filmowej. Na początku 2017 gotowy scenariusz został rozesłany członkom obsady.
13 lipca 2018 twórcy serialu ogłosili, że film powstanie, jego reżyserem będzie Brian Percival, a zdjęcia rozpoczną się jeszcze tego samego lata. Producentami adaptacji zostali Gareth Neame, Liz Trubridge i Fellowes. Jej dystrybutorami są Focus Features i Universal Pictures International. 31 sierpnia 2018 została ogłoszona decyzja Percivala o ustąpieniu z roli reżysera, którą przejął Michael Engler. Percival wraz z Nigelem Marchantem zostali producentami wykonawczymi filmu.
Fabuła filmu bazuje na faktycznej wizycie brytyjskiej rodziny królewskiej w Wentworth Woodhouse w 1912. Ze względu na to posiadłość została wykorzystana podczas zdjęć.

### Dobór obsady
13 lipca 2018, ogłaszając powstanie filmu, wytwórnia Focus Features zapowiedziała, że do swoich ról z serialu powrócą Hugh Bonneville, Elizabeth McGovern, Michelle Dockery, Laura Carmichael i Maggie Smith. Tego samego dnia swój powrót ogłosiła Joanne Froggatt. Lily James i Ed Speleers wyjawili, że nie wystąpią w filmie, bo wątki ich postaci zostały zakończone. 30 sierpnia 2018 zostały ogłoszone nazwiska aktorów, którzy nie wystąpili w serialu, ale pojawią się w filmie: Imelda Staunton, Geraldine James, Tuppence Middleton, Simon Jones, David Haig, Kate Phillips i Stephen Campbell Moore. Jones i James otrzymali angaż jako król Jerzy V i królowa Maria Teck, zaś Haig jako królewski lokaj. 5 września 2018 Matthew Goode zdradził, że również powróci do swojej postaci, ale ze względu na inne zobowiązania zawodowe jego rola będzie niewielka. 19 września 2018 został ogłoszony powrót kolejnych aktorów z serialu: Jima Cartera, Brendana Coyle’a, Kevina Doyle’a, Harry’ego Haddena-Patona, Roberta James-Colliera, Allena Leecha, Phyllis Logan, Sophie McShery, Lesley Nicol i Penelope Wilton. Ponadto został zapowiedziany występ Maxa Browna w nieokreślonej roli.

### Zdjęcia

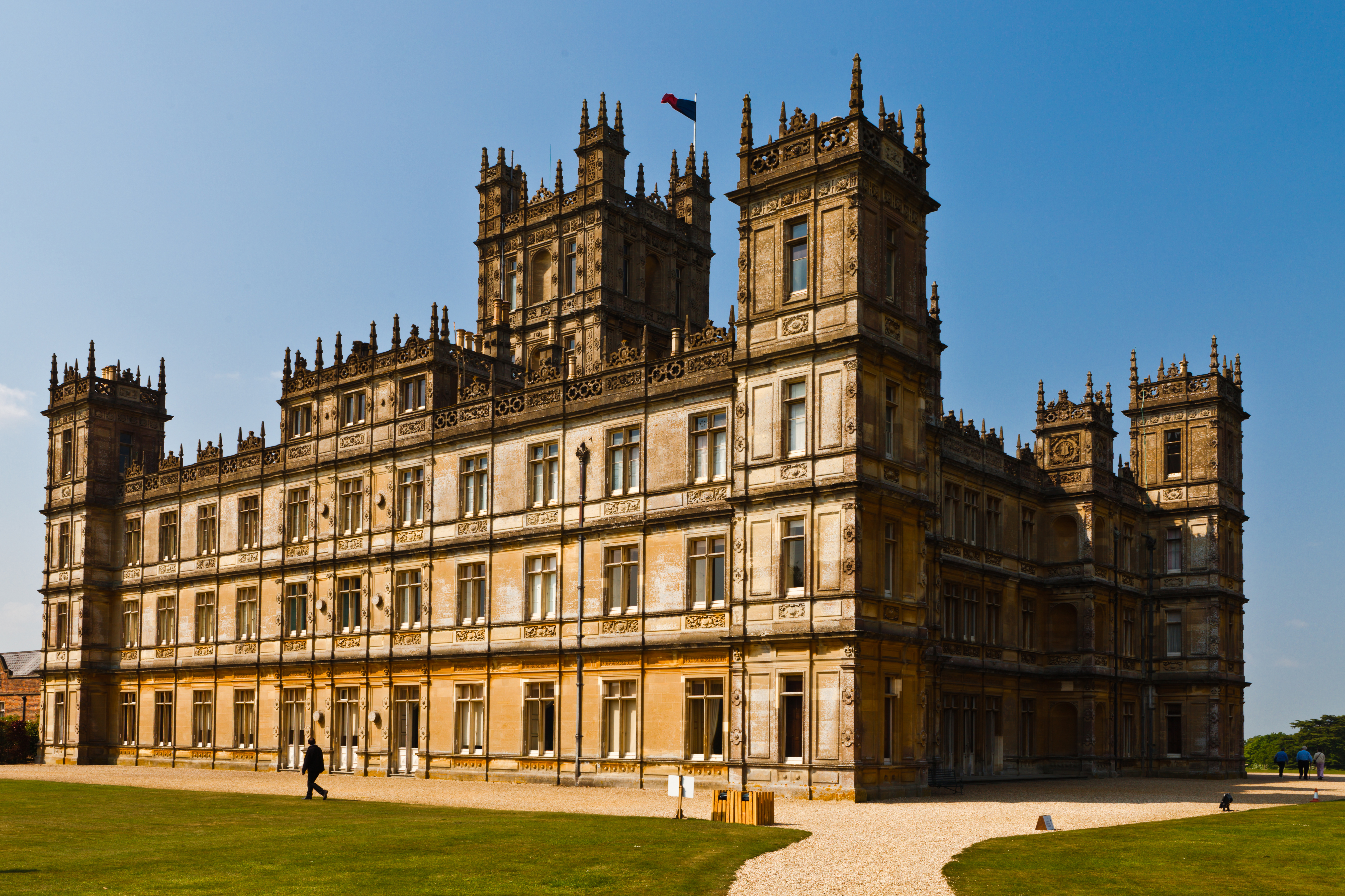
Highclere Castle, główne miejsce zdjęć do filmu

Zdjęcia do filmu rozpoczęły się w sierpniu 2018 w Londynie. We wrześniu 2018 ekipa filmowa przeniosła się do rezydencji Highclere Castle w hrabstwie Hampshire, który w serialu był wykorzystany jako tytułowy Downton Abbey. W tym samym miesiącu odbyły się zdjęcia plenerowe w Lacock, z których fotografie znalazły się w mediach. W październiku 2018 film był kręcony w Beamish Museum we wsi Beamish. Zdjęcia zakończyły się w listopadzie 2018.

### Muzyka
Ścieżka dźwiękowa do filmu została skomponowana przez Johna Lunna i zagrana przez London Chamber Orchestrę. Album z muzyką został wydany 13 września 2019 przez Decca Records.

## Dystrybucja
Uroczysta premiera filmu odbyła się 9 września 2019 na Leicester Square w Londynie. Światowa premiera kinowa odbyła się 12 września 2019, gdy film trafił do dystrybucji między innymi w Australii. 13 września 2019 pojawił się na ekranach w Wielkiej Brytanii i Polsce, a 20 września w Stanach Zjednoczonych.

## Wyniki finansowe
W pierwszym weekendzie wyświetlania w brytyjskich kinach (13–15 września 2019) Downton Abbey przyniósł 5,1 miliona funtów dochodu, co było najwyższym wynikiem spośród wszystkich filmów tego okresu. Również w dwóch kolejnych weekendach Downton Abbey był rekordzistą brytyjskiego box office. Według Brytyjskiego Instytutu Filmowego jego łączny dochód w Wielkiej Brytanii i Irlandii wynosi 28,2 miliona funtów, co jest jedenastym najwyższym wynikiem spośród wszystkich filmów 2019, z czego najwyższym w zakresie kina niezależnego.
W sierpniu 2019 portal Fandango zajmujący się sprzedażą biletów do kin w Stanach Zjednoczonych doniósł, że przedsprzedaż biletów na Downton Abbey w pierwszym dniu przewyższyła wyniki filmów takich jak Pewnego razu... w Hollywood czy Mamma Mia: Here We Go Again!. Według portalu TheWrap analitycy przewidywali dla Downton Abbey debiut na poziomie 16–24 milionów dolarów amerykańskich w pierwszy weekend. Tylko w pierwszym dniu amerykańskiej dystrybucji dochód wyniósł 13,8 miliona dolarów. Ostatecznie dochód w pierwszy weekend w Stanach Zjednoczonych wyniósł 31 miliony dolarów, co dało filmowi pierwsze miejsce w rankingu box office. Ponadto był to najwyższy wynik w historii wytwórni Focus Features. Film przebił między innymi debiutujące w ten sam weekend produkcje Ad Astra i Rambo: Ostatnia krew (oba przyniosły po około 25 miliony dolarów).
W Polsce Downton Abbey zadebiutował z 16 138 widzami w pierwszy weekend, co stanowiło szósty najwyższy wynik w tym okresie, w tym drugi z nowości (zaraz za Piłsudskim).
Według portalu Box Office Mojo, łączny dochód filmu na świecie to 193 795 496 dolarów, z czego 96 854 135 (czyli około połowa) przypada na Stany Zjednoczone i Kanadę. Jest to 45. najwyższy wynik spośród wszystkich filmów 2019. W kwietniu 2020 portal Deadline Hollywood obliczył, że zysk z filmu (po uwzględnieniu box office, sprzedaży na nośnikach domowych i w serwisach wideo na życzenie) wyniósł 88 miliony dolarów.

## Odbiór krytyków
W serwisie Rotten Tomatoes agregującym recenzje krytyków filmowych Downton Abbey odniósł wynik 84% pozytywnych recenzji na podstawie 258 zgromadzonych łącznie.

## Kontynuacja
We wrześniu 2019 Julian Fellowes zdradził, że ma już pomysł na fabułę kontynuacji filmu. 19 kwietnia 2021 wytwórnia Focus Features ogłosiła, że druga kinowa adaptacja Downton Abbey nosi tytuł Downton Abbey: Nowa epoka i jest w fazie produkcji. Premiera filmu odbyła się 25 kwietnia 2022.